# Theo Meijer
Theo Meijer, född den 18 februari 1965 i Amersfoort, Nederländerna, är en nederländsk judoutövare.
Han tog OS-brons i herrarnas halv tungvikt i samband med de olympiska judotävlingarna 1992 i Barcelona.